# EuroSkills
Az EuroSkills versenyei, amelyeket a szakmák Európa Bajnokságának is neveznek, általában a WorldSkills szakmai versenyek célkitűzéseit követik,  azzal a különbséggel, hogy az egyéni megmérettetés mellett bizonyos szakmák, szakmacsoportba rendezve csapatversenyként is értékelve vannak. A bírálati szempontok között kiemelt jelentőséggel bír a csapattagok közötti együttműködés, kooperáció, kreativitás.
A versenynek hivatalos nyelve az angol. A versenyzők korhatára a verseny évében betöltött 24 év.
A következő EuroSkills rendezési jogát 2018-ban Budapest, Magyarország nyerte el.

## Az eddigi versenyek
- 2014 - Lille, Franciaország

## Jellemzői
Az EuroSkills versenyek kétévente, minden páros évben kerülnek megrendezésre. Minden ország egy versenyzőt vagy versenyzői csapatot nevezhet szakmánként. Egy versenyző csak egy EuroSkills versenyen indulhat.
A verseny hossza: 3 nap (csütörtöki versenynappal kezdve), ebből a nettó versenyidő 14 és 18 óra közé esik. A versenyszámok között vannak egyéni versenyek, csapatversenyek  illetve több szakma csapatversenyét magukban foglaló számok. 